# Southern Martlet
Die Southern Martlet war ein einsitziger Doppeldecker des britischen Herstellers Southern Aircraft.

## Entwicklung und Konstruktion
Die Southern Martlet war das erste von Frederick George Miles entworfene Flugzeug. Miles arbeitete zu dieser Zeit für den Hersteller Southern Aircraft in Shoreham. Die Konstruktion basiert auf der Avro Baby mit verändertem Heck, Fahrwerk und einem ABC Hornet mit einer Nennleistung von 85 PS (63 kW). Wie bei der Baby handelt es sich dabei um einen einsitzigen Doppeldecker mit gestaffelten Tragflächen, einem starren, zweirädrigen Hauptfahrwerk und einem Hecksporn. Das Hauptfahrwerk ist mit einer Kombination aus Öldämpfung und Schraubenfedern, das von Hendy Aircraft aus Shoreham produziert wurde, gefedert. Der Prototyp mit dem Luftfahrzeugkennzeichen G-AAII wurde der Öffentlichkeit zum ersten Mal am 30. August 1929 bei der Wiedereröffnung des London Air Parks (vormals Hanworth-Aerodrome) vorgestellt und erwies sich als sehr manövrierfähiges Sportflugzeug.

## Nutzung

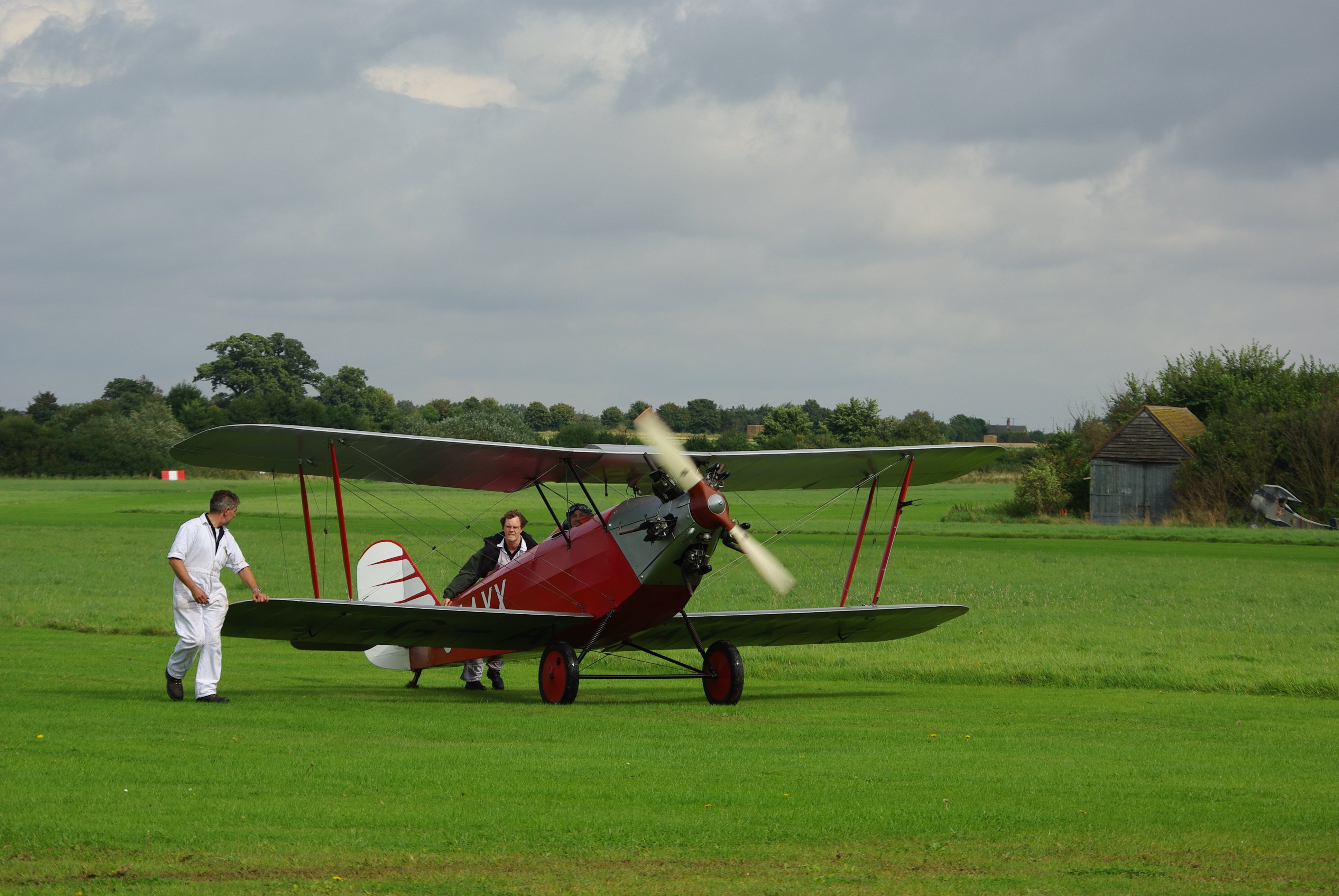
Martlet der Shuttleworth Collection in Old Warden

Fünf Serienexemplare, die sich hauptsächlich im Triebwerk unterschieden, wurden in Shoreham gebaut. Drei davon waren mit einem Armstrong Siddeley Genet II mit einer Nennleistung von 100 PS (74 kW) ausgerüstet. Dabei handelte es sich um unverkleidete Fünfzylindersternmotoren. Eine Maschine wurde zunächst von einem de Havilland Gipsy I mit 100 PS (74 kW), später von einem de Havilland Gipsy II mit 120 PS (88 kW) angetrieben.
Als Rennflugzeuge waren die Martlets nicht sehr erfolgreich, dienten jedoch einer Reihe von Privateigentümern als Kunstflugzeuge.
Nur ein einziges Exemplar, die Martlet mit dem Luftfahrzeugkennzeichen G-AAYX, angetrieben von einem Armstrong Siddeley Genet Major, überstand den Zweiten Weltkrieg. Dieses Flugzeug war einige Jahre als Privatmaschine von Frederick Miles auf dem Flugplatz in Woodley stationiert. Heute ist es Teil der Shuttleworth Collection auf dem Flugplatz Old Warden. Es wurde aufwändig restauriert und ist seit September 2000 wieder lufttüchtig. Die Maschine ist Teil der Dauerausstellung und wird in den Sommermonaten bei hauseigenen Flugvorführungen gezeigt.

## Versionen
200 (G-AAII)
Prototyp, zunächst angetrieben von einem ABC Hornet später von einem Armstrong Siddeley Genet II mit 85 PS (63 kW)
201 (G-AAVD)
Erstes Serienexemplar, angetrieben von einem Armstrong Siddeley Genet II
202 (G-AAYX)
Zweites Serienexemplar, angetrieben von einem Armstrong Siddeley Genet Major
203 (G-AAYZ)
Drittes Serienexemplar, angetrieben von einem de Havilland Gipsy II, gebaut für Frederick Guest
204 (G-ABBN)
Viertes Serienexemplar, angetrieben von einem Armstrong Siddeley Genet II, gebaut für Douglas Douglas-Hamilton, 14. Duke of Hamilton
205 (G-ABIF)
Fünftes Serienexemplar, angetrieben von einem Armstrong Siddeley Genet II, gebaut für Miss Maxine Freeman-Thomas, die spätere Ehefrau von Frederick Miles
Metal Martlet
Die Metal Martlet hatte trotz ihres Namens wenig mit der Martlet gemeinsam. Von diesem Muster wurde nur ein Exemplar gebaut, das aber wenig erfolgreich war.

## Technische Daten (Genet II)
| Kenngröße             | Daten                                             |
| --------------------- | ------------------------------------------------- |
| Besatzung             | 1                                                 |
| Länge                 | 20,25 ft (6,17 m)                                 |
| Spannweite            | 25 ft (7,62 m)                                    |
| Höhe                  | 7,58 ft (2,31 m)                                  |
| Flügelfläche          | 180 ft² (16,7 m²)                                 |
| Leermasse             | 705 lb (320 kg)                                   |
| max. Startmasse       | 1.030 lb (467 kg)                                 |
| Reisegeschwindigkeit  | 96 mph (154 km/h)                                 |
| Höchstgeschwindigkeit | 113 mph (182 km/h)                                |
| Reichweite            | 280 mi (451 km)                                   |
| Triebwerke            | 1 × Armstrong Siddeley Genet II mit 80 PS (59 kW) |

## Erhaltene Exemplare
Die Maschine mit der Werknummer 202 und dem Kennzeichen G-AAYX befindet sich in lufttüchtigem Zustand in der Shuttleworth Collection auf dem Flugplatz Old Warden in Bedfordshire.